# Hand Deeps
Hand Deeps är ett rev i Engelska kanalen utanför Storbritanniens kust.   Det ligger i grevskapet Cornwall och riksdelen England. Närmaste större samhälle är Looe, 18 km norr om Hand Deeps. Revet är populärt för sportdykning.